# Rainer März
Rainer März (* 1950 in West-Berlin) ist ein deutscher Kameramann, Drehbuchautor, Regisseur und Produzent. Bekannt wurde März als einziger Kameramann vor Ort, der am 9. November 1989 gegen 23:30 Uhr die Öffnung der Berliner Mauer am Grenzübergang Bornholmer Straße filmisch festhielt. Aufgrund seiner zeitgeschichtlichen Bedeutung wurde dieses einmalige Filmdokument im Jahr 2011 als eines von nur drei Zeitdokumenten des Mauerfalls der Nacht vom 9. auf den 10. November 1989 zum UNESCO-Weltdokumentenerbe erklärt.

## Leben und berufliche Laufbahn
Rainer März wurde 1950 in der Grüntaler Straße in Berlin-Gesundbrunnen geboren. Von 1975 bis 1978 absolvierte er eine Ausbildung an der Deutschen Film- und Fernsehakademie Berlin (DFFB). In dieser Zeit schrieb er Drehbücher und führte auch Regie bei diversen Dokumentationsfilmen, verlegte sich jedoch in den folgenden Jahren auf die Kameraarbeit.

## Öffnung der Berliner Mauer am 9. November 1989
Am 9. November 1989 war Rainer März als Kameramann eines Fernsehteams von Spiegel TV unter der Leitung von Spiegel TV-Reporter Georg Mascolo in Ost-Berlin unterwegs. Mit von der Partie war Tonassistent Germar Biester. Die Presseerklärung von Politbüro-Sprecher Günter Schabowski zum neuen Reisegesetz-Entwurf verfolgten die drei noch an der Hotelbar des damaligen DDR-Interhotels Grand Hotel Berlin an der Friedrichstraße in der Nähe des Brandenburger Tors. Auf Anraten von März begaben sich die Spiegel TV-Leute, in der Hoffnung auf einige lohnende Aufnahmen, in den Ostberliner Stadtteil Prenzlauer Berg, damals eher ein Kultur-Szene- und Arbeiterbezirk. Zu diesem Zeitpunkt war dort jedoch noch alles ruhig. Deshalb ließ sich das Team zur Berichterstattung in eine Privatwohnung einladen. Dort liefen gerade im West-TV die um 22:40 Uhr etwas verspätet begonnenen Tagesthemen mit Hanns Joachim Friedrichs und einer Live-Schalte vom Grenzübergang Invalidenstraße mit Reporter Robin Lautenbach. Als Letzterer über vereinzelte Grenzübertritte am Übergang Bornholmer Straße berichtete, machte sich das Spiegel TV-Team sofort dorthin auf den Weg. Zusammen mit einem wachsenden Strom neugieriger Anwohner und Ausreisewilliger gelangten die drei bis vor den Schlagbaum des Grenzübergangs. Die MfS-Offiziere der Passkontrolle, dahingehend bestrebt, das Kamerateam möglichst schnell in Richtung Westen loszuwerden, sorgten auf diese Weise unfreiwillig dafür, dass sich die Spiegel TV-Crew in unmittelbarer Nähe des Schlagbaums postieren konnte. Dort gelangen Kameramann März von der erhöhten Position eines Betonpollers aus die spektakulären Filmaufnahmen vom Augenblick der Öffnung des Schlagbaums und der damit verbundenen Flut Ostberliner Bürger in Richtung Bornholmer Brücke und in den Westteil Berlins.